# Le Moustoir
Le Moustoir é uma comuna francesa na região administrativa da Bretanha, no departamento Côtes-d'Armor. Estende-se por uma área de 14,84 km². Em 2010 a comuna tinha 682 habitantes (densidade: 46 hab./km²).